# Naming (marques)
Vous pouvez aider à l'améliorer ou bien discuter des problèmes sur sa page de discussion.
- Il n'est pas vérifiable et peut contenir des informations totalement erronées. Il est fortement conseillé aux contributeurs d'étayer son contenu par des sources fiables. Sans cela, sa suppression pourrait être envisagée. (si vous venez d'apposer le bandeau, veuillez cliquer sur ce lien pour créer la discussion et en afficher les indications). (Marqué depuis novembre 2021)

- Archive Wikiwix
- Bing
- Cairn
- DuckDuckGo
- E. Universalis
- Gallica
- Google
- G. Books
- G. News
- G. Scholar
- Persée
- Qwant
- (zh) Baidu
- (ru) Yandex
- (wd) trouver des œuvres sur Wikidata

Vous pouvez aider à l'améliorer ou bien discuter des problèmes sur sa page de discussion.
- Il ne cite pas suffisamment ses sources. Vous pouvez indiquer les passages à sourcer avec {{référence nécessaire}} ou {{Référence souhaitée}}, et inclure les références utiles en les liant aux notes de bas de page. (Marqué depuis novembre 2021)

- Archive Wikiwix
- Bing
- Cairn
- DuckDuckGo
- E. Universalis
- Gallica
- Google
- G. Books
- G. News
- G. Scholar
- Persée
- Qwant
- (zh) Baidu
- (ru) Yandex
- (wd) trouver des œuvres sur Wikidata

Pour les articles homonymes, voir Naming.

Logo personnalisé.

Le naming (abréviation de l'anglais product naming) désigne la création de noms de marque, de produits, de service, d'entreprise, de marque de distributeur, etc. Il s’agit d’une activité spécialisée qui consiste à créer l’appellation à travers laquelle l'entreprise ou l'organisation pourront communiquer publicitairement. 

## Description
Activité très créative et comportant des aspects juridiques, le naming a pour objectif de renforcer l'impact de la communication commerciale d'un produit (également appelé le communication-mix).
Appartenant au marketing et à la publicité, cette activité s'intègre dans la stratégie de la marque.
De manière plus large, le naming recouvre des techniques plus spécifiques :
- en matière de droit des marques, la création de nom elle-même oblige à respecter des contraintes juridiques fortes puisqu'un nom n'a d'intérêt que s'il n'a pas déjà été protégé par une personne physique ou morale tierce. Aussi est-il nécessaire de s'assurer auprès de Institut national de la propriété industrielle (INPI) en France ou d'autres organismes équivalents dans d'autres pays, que le nouveau nom choisi n'appartient pas déjà à quelqu'un ;
- la création de signature ou de slogan (baseline) obéit à peu près au même processus et aux mêmes contraintes que la création de noms. Le but est là encore d'exprimer une promesse ou de préciser le sens d'une activité. Ce que le nom ne dit pas, la signature peut le préciser ;
- le test de validation linguistique a permet de s'assurer qu'un nom ou une signature ne fait référence à rien de négatif pour le bon développement d'une marque dans la région du monde visée. De nombreux cas témoignent de l'importance de tenir compte des spécificités de traduction mais aussi culturelles des différents pays. Les plus connus : MOCO pour une voiture, qui en Espagnol signifie morve, un terme peu vendeur. À l'inverse les marques FION (maroquinerie en Asie), DERCHE (cosmétique) ou encore VERGE (marque de cosmétiques en Asie également) n'ont que peu de chance de s'implanter en France sans une traduction plus adaptée.